# Midway (Florida, Seminole megye)
Midway statisztikai település az USA Florida államában, Seminole megyében. Lakosainak száma 1524 fő (2020. április 1.).

## Népesség
A település népességének változása:
| Lakosok száma | 1714 | 1705 | 1524 |
|               | 2000 | 2010 | 2020 |